# Паскуаль Герреро (стадіон)
Олімпійський стадіон імені Паскуаля Герреро, також відомий як просто Паскуаль Герреро, або (неофіційно) Паскуаль (ісп. Estadio Olímpico Pascual Guerrero) — футбольний стадіон, розташований у місті Калі. На стадіоні проходять домашні матчі клубів «Америка Калі» і «Атлетіко Калі». До відкриття в 2010 році власної арени, на «Паскуалі» виступав і другий гранд колумбійського футболу з Калі (крім «Америки») — «Депортіво Калі». На стадіоні також проходять музичні концерти та інші культурні заходи.

## Історія

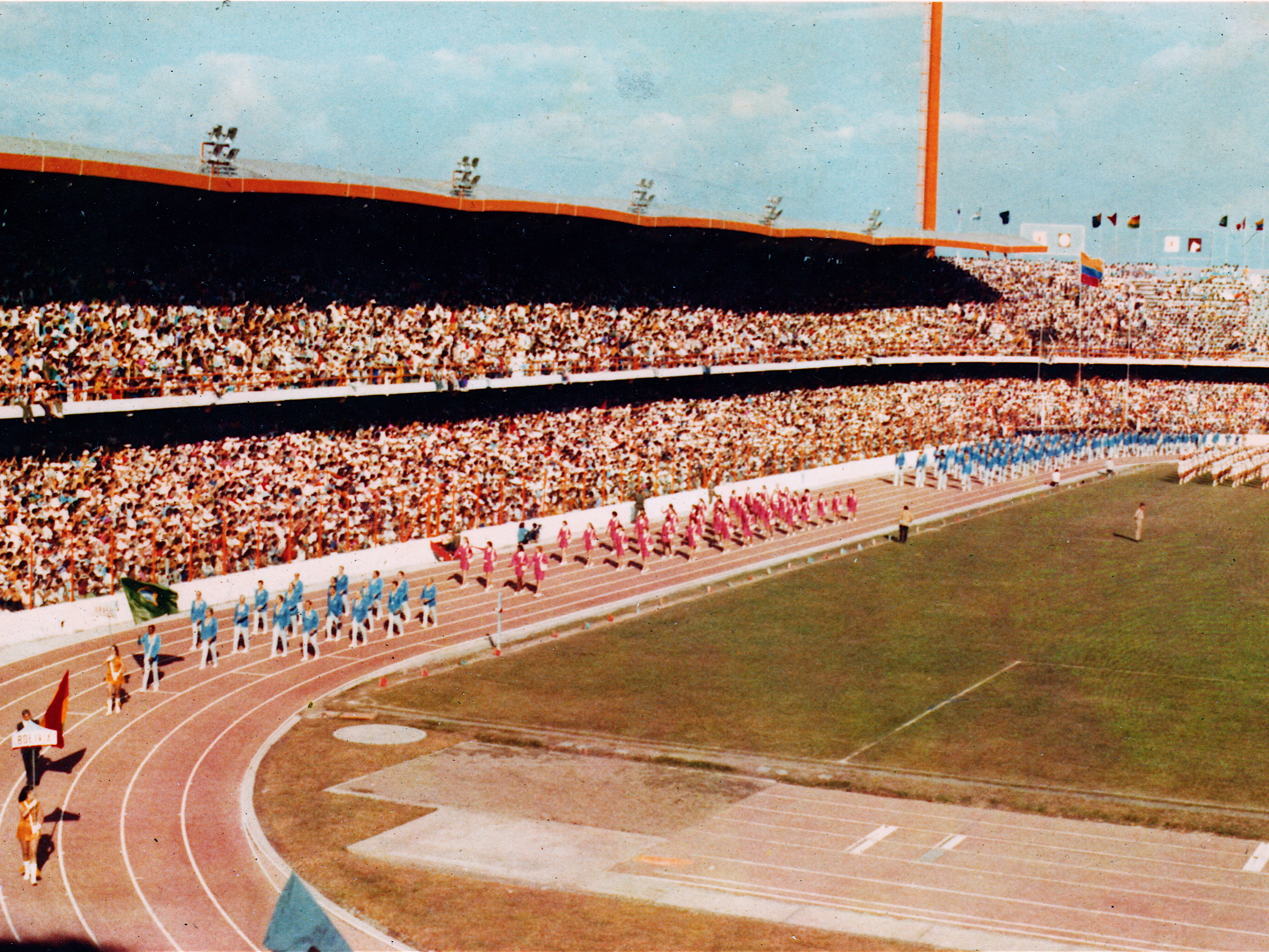
Церемонія відкриття Панамериканських ігор 1971 року.

У 1935 році поет, письменник і політик Паскуаль Герреро Мармолехо пожертвував частину своїх земель для того, щоб там був побудований сучасний стадіон. Арена, яка спочатку називалася Департаменталь, відкрилася 20 липня 1937 року матчем між збірними Колумбії та Мексики. Колумбійці, які святкували 400-річчя заснування Калі перемогли з рахунком 3:1.
З 1948 року на стадіоні проводяться матчі чемпіонату Колумбії. До VII Національних ігрор Колумбії, які пройшли в 1954 році, арена була вперше модернізована. Те ж саме сталося і перед Панамериканскими іграми 1971 року, які проходили в Калі. Наступна модернізація (проте не дуже масштабна) пройшла в 1994—1995 роках.
Після невеликого косметичного ремонту у 2001 році (перед Кубком Америки) «Паскуаль Герреро» став вміщувати трохи менше 46 тисяч глядачів. Нарешті, під час підготовки до молодіжного чемпіонату світу 2011 року, арена була капітально перероблена, місткість скоротилася до 33,1 тис. глядачів, значно підвищилася безпека.
На «Паскуалі» 6 разів проходили фінали Кубка Лібертадорес, але всі 6 разів калійські команди поступалися своїм суперникам у двоматчевих протистояннях. «Депортіво Калі» доходив до фіналу головного клубного турніру Південної Америки двічі — в 1978 і 1999 роках, а «Америка Калі» — чотири рази (в тому числі — тричі поспіль в 1985—1987 роках), що є рекордом за кількістю програних фіналів в даному турнірі. Також на стадіоні пройшли два фіналу Кубка Мерконорте — в 1998 і 1999 роках. В останньому випадку «Америка» все ж домоглася перемоги на міжнародному турнірі.
Серед численних музичних виконавців, які виступали з концертами на Олімпійському стадіоні імені Паскуаля Герреро, виділяються Хуанес, Шакіра, Марк Ентоні і RBD.

## Турніри
Фінальні матчі міжнародних клубних турнірів:
- Кубок Лібертадорес 1978
- Кубок Лібертадорес 1985
- Кубок Лібертадорес 1986
- Кубок Лібертадорес 1987
- Кубок Лібертадорес 1996
- Кубок Лібертадорес 1999
- Кубок Мерконорте 1998
- Кубок Мерконорте 1999

Інші турніри:
- VII Національні ігри Колумбії 1954
- VI Панамериканські ігри 1971
- Кубок Америки 2001 — всі 6 матчів групи B
- Чемпіонат світу серед молодіжних команд 2011 — 5 матчів групи B, 1 матч групи A, по 1 грі 1/8 і 1/4 фіналу